# Чемпионат Европы по го

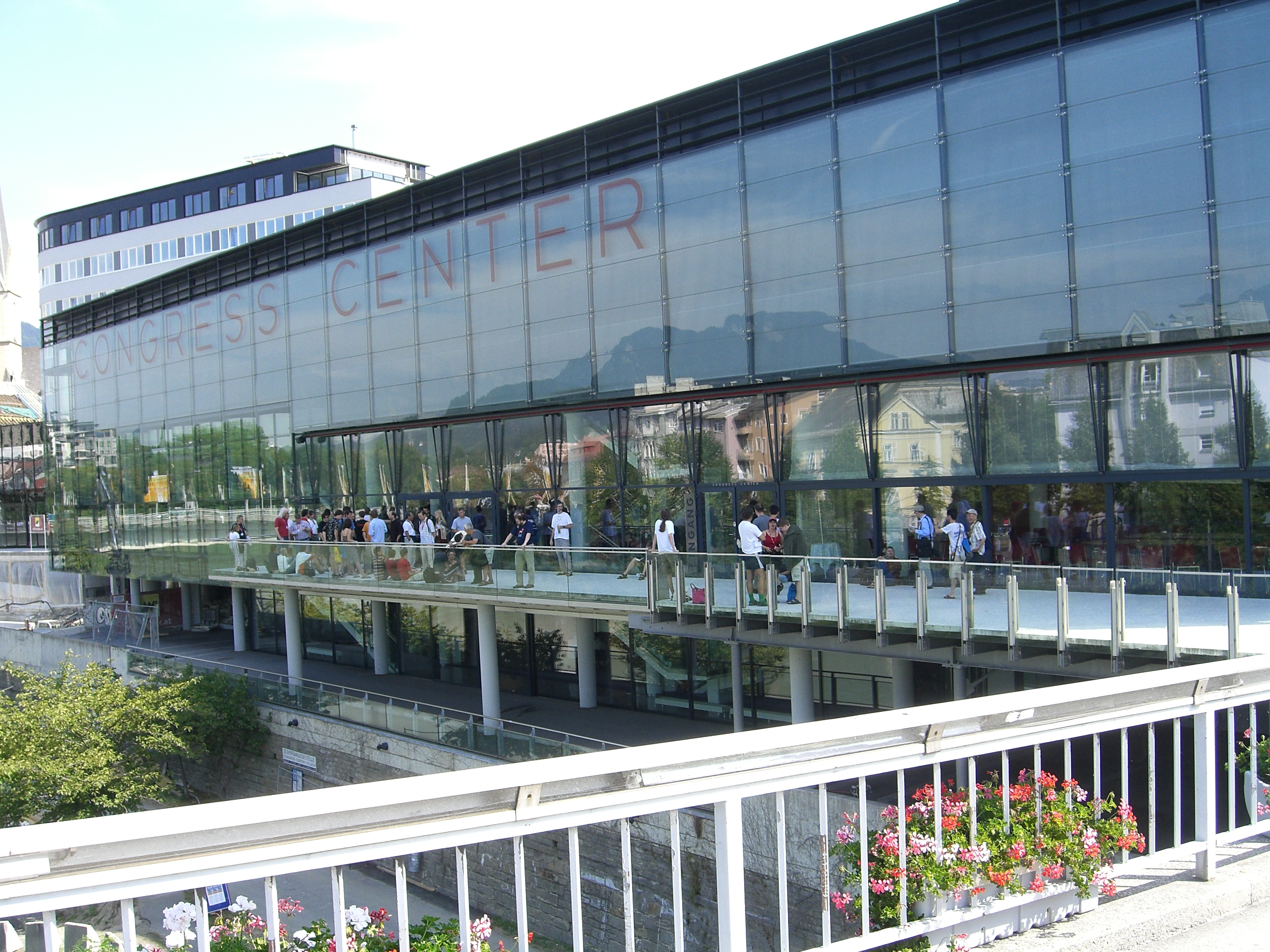
Участники соревнования возле 'Congress Center Villach' (Австрия, Филлах, 2007 год)

Чемпионат Европы по го или Европейский го конгресс (EGC) — ежегодное спортивное мероприятие, организуемое Европейской федерацией го, определяющее чемпиона Европы по игре го. Турнир проходит в течение двух недель и является открытым. В день проходит по одному раунду; общее количество раундов — 10. Поскольку турнир является открытым с 1984 года, в нём могут участвовать неевропейские игроки вне общего зачёта. Чемпионат проходит каждый год в различных европейских городах. Максимальным количеством участников было 718 человек (2008 год).
С 2020 года из-за COVID-2019 Чемпионат Европы проходит онлайн на сервере OGS, по олимпийской системе.

## История

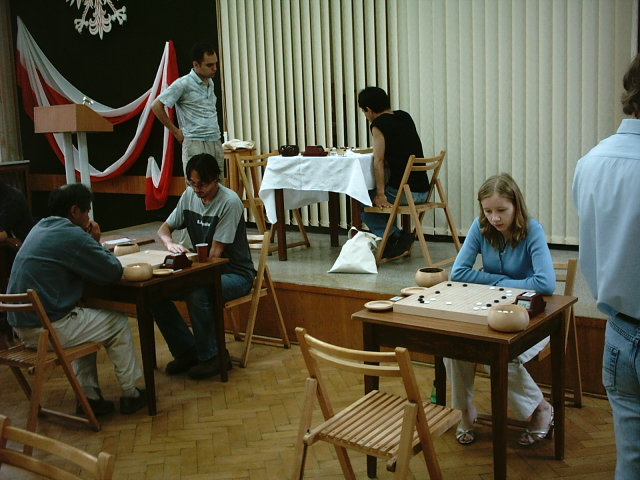
Европейский Го Конгресс 2004 (Польша, Тухоля)

Первый чемпионат Европы по го состоялся в 1938 году; первый чемпионат современного ежегодного формата — в 1957 году. В 1961 на 5-м чемпионате Европы в Бадене в качестве почётных гостей присутствовали два японских профессионала — Кэнсаку Сэгоэ и Утаро Хасимото. С 1984 года к участию в чемпионатах Европы стали допускать азиатских игроков, но их результат не идёт в зачёт розыгрыша титула. Если неевропейский игрок выигрывает в соревнованиях, ему присваивается звание победителя открытого турнира. Соревнования состоят из десяти туров, основное время — два с половиной часа. В турнире 2011 года с 8 тура первая восьмёрка европейских игроков (по итоговой таблице после 7 тура) играет друг против друга по системе плей-офф.
В 1991 году чемпионом Европы впервые стал игрок из России — Алексей Лазарев; в следующем году он вновь выиграл этот титул. Другими обладателями звания чемпиона Европы по го из России являются Александр Динерштейн (7-кратный чемпион Европы), Илья Шикшин (8-кратный чемпион), Светлана Шикшина и Андрей Кульков.

## Чемпионы Европы
С 1984 года чемпионат Европы стал открытым

## Количество побед в чемпионатах Европы по странам
- Россия — 19
- Германия —17
- Нидерланды — 9,
- Великобритания — 5,
- Франция — 3
- Австрия — 3,
- Югославия,  Румыния — по 2
- Польша,  Венгрия,  Чехия,  Словакия — по 1.